# Front révolutionnaire syrien
Pour les articles homonymes, voir FRS.
Le Front révolutionnaire syrien (FRS) est une alliance de brigades rebelles lors de la guerre civile syrienne. Idéologiquement modéré, le FRS rassemble en partie des brigades de l'Armée syrienne libre, cette dernière étant surtout présente au sud du pays, elle se retrouve minoritaire au nord, dominé par le Front islamique,.

## Actions
Dès les premiers jours de sa création, le FRS conclut une alliance avec le Front islamique pour lutter contre l'État islamique en Irak et au Levant.
En juillet 2014, des affrontements éclatent entre le FRS et le Front al-Nosra dans la région de Jisr al-Choughour. Les combats font plusieurs dizaines de morts

## Soutiens
Le FRS est armé par les États-Unis et l’Arabie saoudite. Jamal Maarouf, ancien commandant du FRS, indique que le MOM, la cellule de soutien aux rebelles installée en Turquie, sous l’égide des services secrets américains, a accordé à sa brigade « un soutien financier essentiellement. De juillet à octobre 2014, on a reçu chaque mois la somme de 250 000 dollars, à diviser entre 4 500 combattants, soit environ 50 dollars par personne. Le soutien militaire était plus faible. Ils nous fournissaient des balles principalement. On avait déjà des armes, qui provenaient pour l’essentiel des entrepôts du régime, dont nous nous étions emparés. Nous avons reçu une seule cargaison de missiles anti-tanks TOW [livrés par l’Arabie saoudite, avec l’assentiment de la CIA]. Il y en avait dix. L’offensive contre l’EI, en janvier 2014, a été menée sans le moindre soutien international ».

## Composition
Le FRS rassemble quinze brigades ou groupes armés, parmi les principaux qui rejoignent le mouvement se trouvent :
- Les Brigades des martyrs de Syrie, dirigé par Jamal Maarouf[1],[6]
- La Brigade al-Farouq de Hama[1],[6]
- Liwa al Shuhada[1]
- Ahrar al Shamal, dirigé par Bilal Khebeir[1],[6]
- Ahrar al Zawiya, dirigé par Ahmed Yahia al-Khatib[1],[6]
- Le conseil militaire de l'Armée syrienne libre pour Idlib, dirigé par le colonel Afif Suleiman[1],[6]
- La 7e division de l'Armée syrienne libre, dirigée par le colonel Heitham Afisi[1],[6].
- La 9e division de l'Armée syrienne libre d'Alep, dirigée par Murshid al-Khaled Aboul-Moutassem[1],[6].
- Les bataillons Riyad al-Salehin de Damas[6].
- Le régiment des missions spéciales de Damas, dirigé par Abdel-Ilah Othman[6].
- Alwiya al Ansar, dirigé par Mithqal al-Abdullah[1],[6]
- liwa Alwiya Nasr al Qadim[1]
- La brigade des Martyrs d'Idlib, dirigée par Mohannad Eissa[6].
- La brigade des Loups de Ghab, dirigée par Mohammed Zaatar[6].
- La brigade de la Victoire venue, dirigée par Rabie Hajjar[6].

## Vidéographie
- [vidéo] Syrie : la vallée des Loups, Vice News, 25 avril 2014.